# Fritz Tröger
Fritz Tröger (* 19. Mai 1894 in Dresden; † 5. April 1978 ebenda) war ein deutscher Maler und Grafiker, Mitglied der Dresdner Sezession 1932 und der Künstlergruppe Das Ufer.

## Leben

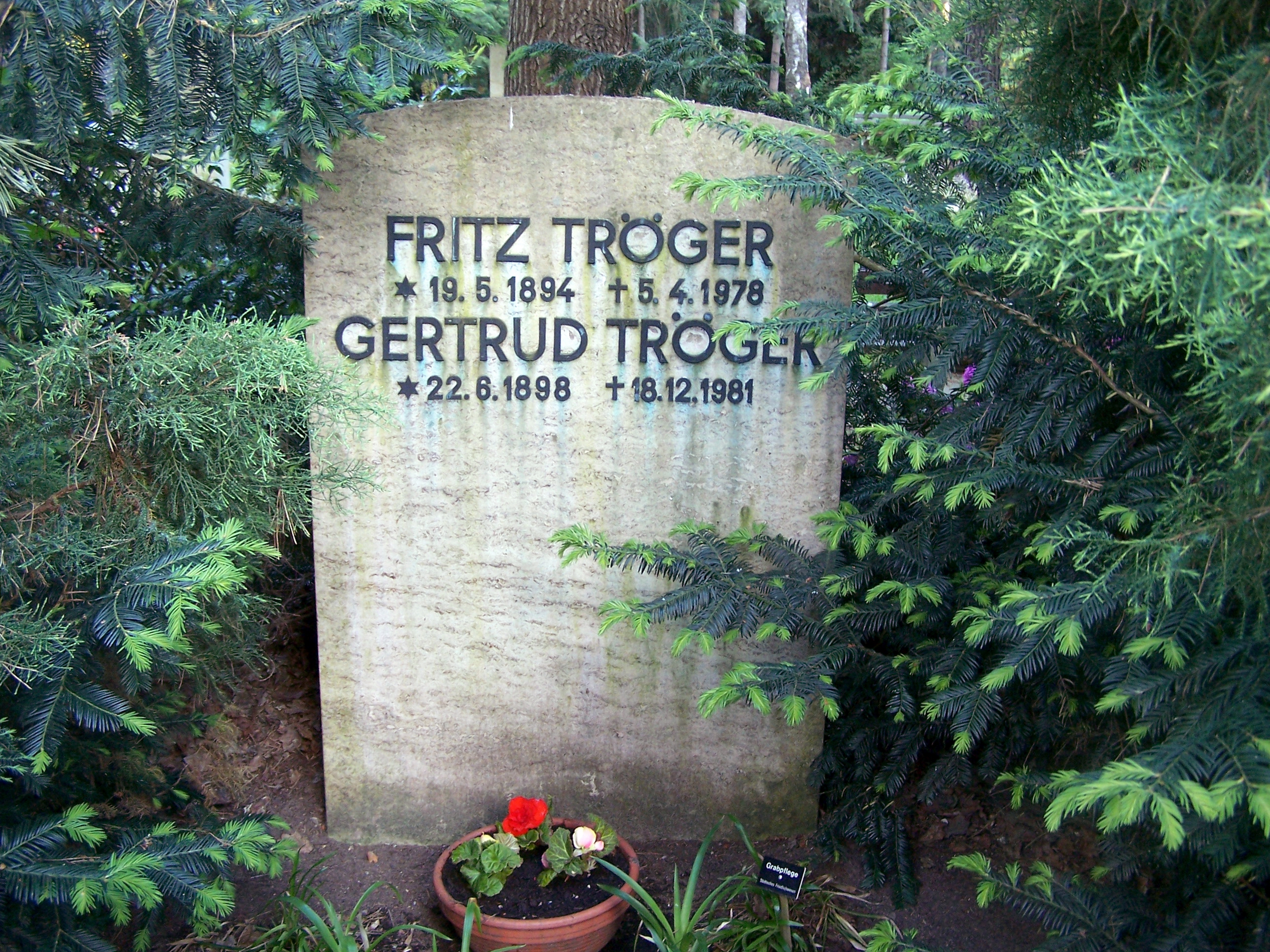
Grab von Fritz Tröger auf dem Dresdner Heidefriedhof

Fritz Tröger wurde 1894 als Sohn von Richard Tröger, Unteroffizier im Dienstgrad eines Zeugfeldwebels, in Dresden geboren. Fritz Tröger litt an einem chronischen Ohrenleiden und war stark schwerhörig. Von 1900 bis 1905 besuchte er die Bürgerschule und von 1905 bis 1911 die städtische Realschule. Von 1911 bis 1915 absolvierte er die Fachschule für das Schneidergewerbe in Dresden und arbeitete als Volontär in verschiedenen Schneiderbetrieben.
Von 1915 bis 1918 studierte Tröger an der Staatlichen Akademie für Kunstgewerbe in Dresden bei Margarete Junge und Paul Rößler. Von 1918 bis 1925 folgte ein Studium an der Kunstakademie in Dresden, u. a. bei den Professoren Max Feldbauer, Otto Hettner und Otto Gußmann. In den Jahren 1919 und 1920 war er als Kostümbeirat am Hof- und Landestheater Meiningen tätig. Im Jahr 1924 unternahm er eine Studienreise nach Italien.
Ab 1925 war Tröger als freischaffender Maler in Dresden tätig. Er unternahm 1927 eine Studienreise nach Spanien und Portugal und war von 1928 bis 1930 Lehrer an der Kunstschule von Guido Richter in Dresden. Tröger unternahm 1929 eine Studienreise in die Tschechoslowakei und nach Österreich und 1930 eine Studienreise nach Frankreich. Von 1929 bis 1935 war er außerdem Lehrer an der Heeres-Handwerker-Schule in Dresden.
Zwischen 1929 und 1933 experimentierte Tröger mit keramischer Wandmalerei in der Meißner Porzellanmanufaktur und fertigte einige Wandbilder. Fritz Tröger war Mitglied der Künstlergruppe Freie Künstlerschaft Sachsen um Peter August Böckstiegel, Conrad Felixmüller, Otto Griebel, Gustav Alfred Müller und Friedrich Skade. Im Jahr 1932 wurde Fritz Tröger Mitglied der Dresdner Sezession 1932.
Die Stellung Tröger als Künstler in der Nazizeit ist zwiespältig. Er trat zum 1. Mai 1933 der NSDAP bei (Mitgliedsnummer 2.434.063). Obwohl 1937 im Rahmen der Aktion „Entartete Kunst“ Bilder Trögers beschlagnahmt und vernichtet wurden, konnte er von 1942 bis 1944 an der Großen Deutschen Kunstausstellung in München teilnehmen.
Ab 1936 besaß Tröger in Laske bei Kamenz ein Landatelier und fand nach eigenen Worten eine „zweite Heimat“. Er wurde 1947 Mitglied der Künstlergruppe Das Ufer. Ab 1949 folgten regelmäßige Studienaufenthalte in der MTS (Maschinen-Traktoren-Station) Barnitz bei Meißen sowie ab 1951 Arbeitsaufenthalte im Braunkohlenwerk „John Schehr“ in Laubusch bei Hoyerswerda. Er leitete dort den Zirkel für künstlerisches Volksschaffen und verfügte seit 1961 über einen Werkvertrag.
In den Jahren 1955 und 1961 reiste er nach Paris. In der Dresdner Galerie Neue Meister befinden sich mehrere Bilder Trögers.
Trögers Grabstätte befindet sich auf dem Dresdener Heidefriedhof.

## Darstellung Trögers in der bildenden Kunst
- Carl Lohse: Porträt Fritz Tröger (Tafelbild; 1960; im Bestand der Dresdener Gemäldegalerie Neue Meister)[5]
- Rudolf Nehmer: Der Maler Fritz Tröger (Öl auf Sperrholz, 80 × 60  cm; 1957; Lindenaumuseum Altenburg)[6]
- Erich Lindenau: Maler Tröger (Bleistiftzeichnung, 1937)[7]
- Manfred Schubert: Bildnis Fritz Tröger (Öl und Collage, 100 × 120 cm, 1970)[8]

## Fotografische Darstellung Trögers
- Pan Walther: Bildnis Fritz Tröger (1946)[9]

## Auszeichnungen
- 1959: Grafikpreis des Rates des Bezirkes Cottbus
- 1962: Martin-Andersen-Nexö-Kunstpreis der Stadt Dresden
- 1973: Verdienstmedaille der DDR
- 1974: Vaterländischer Verdienstorden der DDR in Silber
- 1977: Banner der Arbeit, II. Stufe

## 1937 in der Aktion „Entartete Kunst“ beschlagnahmte und vernichtete Werke
- Frauenbildnis (Tafelbild; Staatliche Gemäldegalerie Dresden)
- Bildnis Fohberg (Tafelbild; Staatliche Gemäldegalerie Dresden)
- Mutter und Kind (Plastik; Staatliche Skulpturensammlung Dresden)
- Halmaspieler (Zeichnung; Lindenau-Museum, Altenburg/Thüringen)
- Männliches Bildnis (Zeichnung; Lindenau-Museum, Altenburg/Thüringen)

Quelle:

## Ausstellungen (Auswahl)

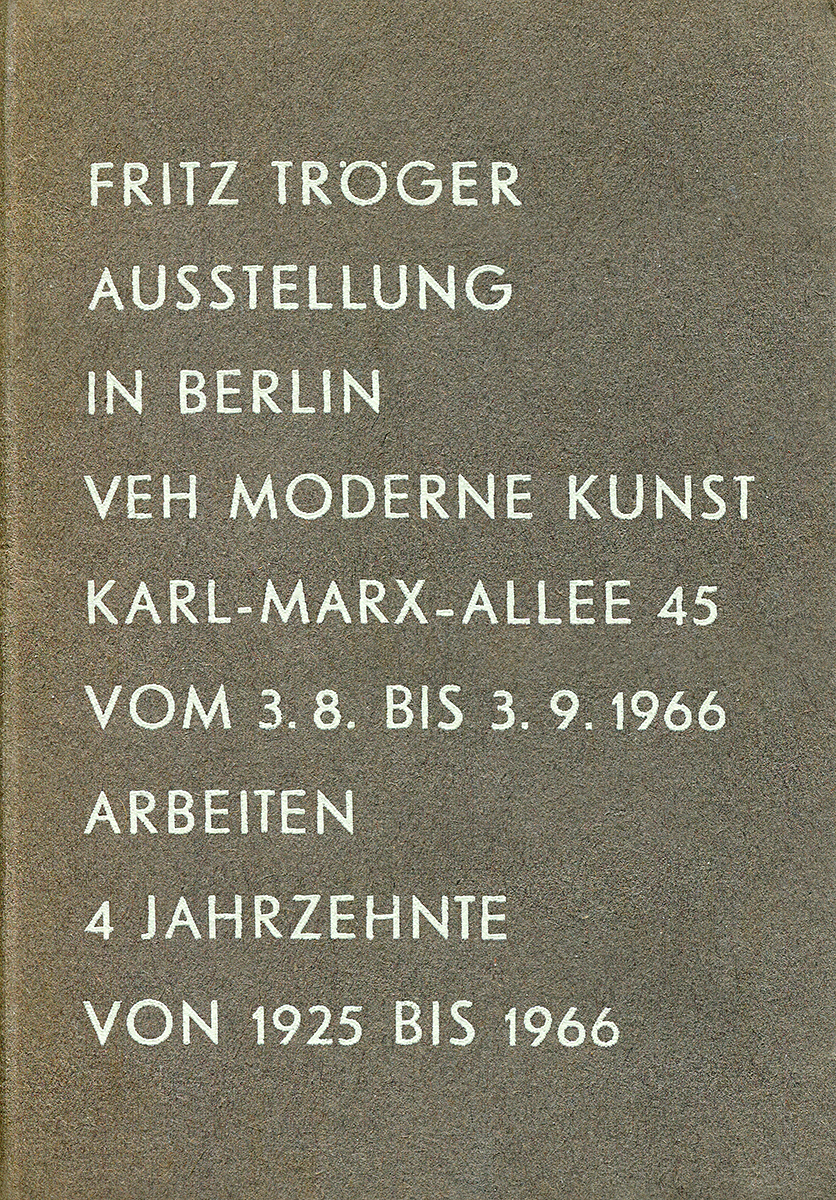
Ausstellungskatalog, Berlin 1966

- 1926: Dresden, Grosse Aquarellausstellung Dresden, Mai bis Ende September, Brühlsche Terrasse, Sächsischer Kunstverein[11]
- 1932: Dresden, Lipsius-Bau (1. Ausstellung der Dresdner Sezession 1932)
- 1933: Dresden, Die Kunst dem Volke
- 1934: Dresden, Sächsische Aquarell-Ausstellung Dresden 1934
- 1934: Dresden, Sächsische Kunstausstellung
- 1936: Dresden, Kunstausstellung Dresden 1936
- 1940: Dresden, Dresdner Künstlerbund. Erste Ausstellung Kriegsjahr 1940
- 1942, 1943, 1944: München, Große Deutsche Kunstausstellung[12]
- 1943: Dresden, Kunstausstellung Gau Sachsen 1943
- 1943: Dresden, Grosse Dresdner Kunstausstellung 1943
- 1946: Dresden, Allgemeine Deutsche Kunstausstellung Dresden 1946, Stadthalle Nordplatz
- 1947: Dresden, Erste Ausstellung Dresdner Künstler. Abteilung II, Klubhaus des Kulturbundes
- 1948: Altenburg, Dresdner Künstler, Lindenau-Museum
- 1948: Leipzig, Dresdner Künstler, Museum der bildenden Kunst
- 1948: Meißen, Das Ufer – Gruppe 1947 Dresdner Künstler im FDGB, Stadtmuseum Meißen
- 1949: Dresden, Das Ufer. Gruppe Dresdner Künstler 1947, Kunsthandlung Rudolf Richter
- 1949: Dresden, 10 Wandbilder entstehen: Großkraftwerk Hirschfelde, zusammen mit Siegfried Donndorf und Willy Illmer[13]
- 1951: Dresden, Das Ufer, Staatliche Kunstsammlungen
- 1953: Karl-Marx-Stadt, Mittelsächsische Kunstausstellung, Schlossberg-Museum
- 1954: Dresden, Erste Bezirksausstellung des Verbandes Bildender Künstler Deutschlands, Albertinum
- 1955: Berlin, Zeitgenössische Deutsche Grafik, Pergamonmuseum
- 1956: Dresden, Zu Ehren der dritten Parteikonferenz, Albertinum
- 1956: Dresden, 750 Jahre Dresden, Albertinum
- 1956: Freital, Dresdner Künstler, Haus der Heimat. Heimat- und Bergbaumuseum
- 1956: Halle, Deutsche Landschaft, Galerie Moritzburg
- 1957: Dresden, Bezirksausstellung Dresden. Zu Ehren des 40. Jahrestages der sozialistischen Oktoberrevolution, Albertinum
- 1963: Dresden, Sozialistische Gegenwartskunst und proletarisch-revolutionäre Kunst des 20. Jahrhunderts, Gemäldegalerie Neue Meister
- 1963: Dresden, Kunstausstellung Kühl, gemeinsam mit Pol Cassel
- 1966: Berlin, Fritz Tröger. Ausstellung in Berlin. Arbeiten 4 Jahrzehnte von 1925 bis 1966, VEH Moderne Kunst
- 1970: Berlin, Auferstanden aus Ruinen, Altes Museum
- 1971: Dresden, Vom Werden des neuen Menschen, Gemäldegalerie Neue Meister
- 1978: Berlin, Revolution und Realismus. Revolutionäre Kunst in Deutschland 1917 bis 1933, Staatliche Museen zu Berlin, Nationalgalerie
- 1979: Berlin, Weggefährten. Zeitgenossen. Bildende Kunst aus drei Jahrzehnten, Altes Museum
- 1980: Dresden, Kunst im Aufbruch. Dresden 1918–1933, Gemäldegalerie Neue Meister, Albertinum
- 1981: Altenburg, Dresdner Grafik von der „Brücke“ bis zur Gegenwart, Staatliches Lindenau-Museum
- 1981: Frankfurt/Oder, Über das Antlitz der Arbeiterklasse in unserer bildenden Kunst, Galerie Junge Kunst
- 1982: Dresden, Dem Frieden verpflichtet, Armeemuseum der DDR
- 1983: Burgk, Druckgraphik der DDR. Arbeiten der alten Künstler-Generation, Neue Galerie Burgk
- 1984: Dresden, Das Ufer, Pretiosensaal des Dresdener Schlosses
- 1985: Dresden, Grafik aus Dresdner Werkstätten, Galerie Rähnitzgasse 8, Dresden
- 1985: Dresden, Malerei aus Dresden 1945–1985, Galerie Rähnitzgasse 8, Dresden
- 1988: Berlin, Künstler im Klassenkampf, Museum für Deutsche Geschichte
- 1988: Berlin, Kunst & Arbeit, Neue Berliner Galerie im Alten Museum
- 1989: Dresden, Kunst – Akademie – Dresden. Malerei, Grafik, Plastik von Lehrern und Schülern im 20. Jahrhundert, Galerie Rähnitzgasse 8, Dresden
- 2011: Bautzen, Fritz Tröger. Gemälde und Arbeiten auf Papier, Museum Bautzen
- 2011/12: Dresden, Neue Sachlichkeit in Dresden. Malerei der Zwanziger Jahre von Dix bis Querner, 1. Oktober 2011 – 8. Januar 2012, Kunsthalle im Lipsius-Bau

## Werkdokumentation (Auswahl)
- 1966: Fritz Tröger. Ausstellung in Berlin. Arbeiten 4 Jahrzehnte von 1925 bis 1966. Klappkatalog mit biografischen Daten und einem Text von Hans Schulz sowie 13 Schwarz-Weiß-Abbildungen von Zeichnungen und Gemälden, VEH Moderne Kunst 1966.
- 1974: Fritz Tröger. Das frühe Werk. Katalog zum 80. Geburtstag zu den Ausstellungen in der Genossenschaft »Kunst der Zeit« Dresden, im Staatlichen Lindenau-Museum Altenburg, der Kunsthalle Rostock und in den Städtischen Kunstsammlungen Karl-Marx-Stadt von 1974–1975. Mit einem Text von Gert Claußnitzer und 14 Farb- und Schwarz-Weiß-Abbildungen, Genossenschaft »Kunst der Zeit«, Dresden 1974.
- 1976: Fritz Tröger. Gemälde. Keramische Malerei. Grafik der dreissiger Jahre. Faltblatt mit einem Text von Fritz Tröger und 3 Schwarz-Weiß-Abbildungen von Zeichnungen, Kleine Galerie des VEB Verlag der Kunst, Dresden 1976.
- 2018: Fritz Tröger. Alltag und Sachlichkeit. Ausstellungskatalog mit Texten von Anja Himmel und Michael Böhlitz, Galerie Himmel, Dresden 2018, 134 Seiten mit 113 farbigen Werkabbildungen sowie Lebenslauf und biografischen Fotos (ohne ISBN).